# Coupe de France de rugby à XIII 1963-1964
 (novembre 2024).
Si vous disposez d'ouvrages ou d'articles de référence ou si vous connaissez des sites web de qualité traitant du thème abordé ici, merci de compléter l'article en donnant les références utiles à sa vérifiabilité et en les liant à la section « Notes et références ».
Navigation
Édition précédente Édition suivante
La Coupe de France de rugby à XIII 1963-1964 est la 26e édition de la Coupe de France, compétition à élimination directe mettant aux prises des clubs de rugby à XIII amateurs et professionnels affiliés à la Fédération française de jeu à XIII (aujourd'hui Fédération française de rugby à XIII).

## Liste des équipes en compétition en huitièmes de finale
| \| Toulouse olympique XIII US Villeneuve AS Carcassonne XIII Catalan FC Lézignan RC Saint-Gaudens Montpellier XIII Villefranche XIII XIII Limouxin Celtic de Paris SO Avignon RC Roanne RC Marseille RC Albigeois Bordeaux XIII SU Cavaillon \| Clubs prenant part à la Coupe de France de rugby à XIII 1964. |
| Toulouse olympique XIII US Villeneuve AS Carcassonne XIII Catalan FC Lézignan RC Saint-Gaudens Montpellier XIII Villefranche XIII XIII Limouxin Celtic de Paris SO Avignon RC Roanne RC Marseille RC Albigeois Bordeaux XIII SU Cavaillon                                                                     |

## Phase finale
|  | Huitièmes de finale                    | Huitièmes de finale       | Huitièmes de finale          | Huitièmes de finale      |                    |                    | Quarts de finale        | Quarts de finale        | Quarts de finale        | Quarts de finale        |  |  | Demi-finales            | Demi-finales            | Demi-finales            | Demi-finales            |  |  | Finale                    | Finale                    | Finale                    | Finale                    |
|  |                                        |                           |                              |                          |                    |                    |                         |                         |                         |                         |  |  |                         |                         |                         |                         |  |  |                           |                           |                           |                           |
|  | Le 9 février 1964 à Albi               | Le 9 février 1964 à Albi  | Le 9 février 1964 à Albi     | Le 9 février 1964 à Albi |                    |                    | Le 12 avril 1964 à Albi | Le 12 avril 1964 à Albi | Le 12 avril 1964 à Albi | Le 12 avril 1964 à Albi |  |  | Le 26 avril 1964 à Albi | Le 26 avril 1964 à Albi | Le 26 avril 1964 à Albi | Le 26 avril 1964 à Albi |  |  | Le 7 mai 1964 à Perpignan | Le 7 mai 1964 à Perpignan | Le 7 mai 1964 à Perpignan | Le 7 mai 1964 à Perpignan |
|  | US Villeneuve                          | US Villeneuve             | 10                           | 10                       |                    |                    | Le 12 avril 1964 à Albi | Le 12 avril 1964 à Albi | Le 12 avril 1964 à Albi | Le 12 avril 1964 à Albi |  |  | Le 26 avril 1964 à Albi | Le 26 avril 1964 à Albi | Le 26 avril 1964 à Albi | Le 26 avril 1964 à Albi |  |  | Le 7 mai 1964 à Perpignan | Le 7 mai 1964 à Perpignan | Le 7 mai 1964 à Perpignan | Le 7 mai 1964 à Perpignan |
|  | US Villeneuve                          | US Villeneuve             | 10                           | 10                       |                    |                    | Le 12 avril 1964 à Albi | Le 12 avril 1964 à Albi | Le 12 avril 1964 à Albi | Le 12 avril 1964 à Albi |  |  | Le 26 avril 1964 à Albi | Le 26 avril 1964 à Albi | Le 26 avril 1964 à Albi | Le 26 avril 1964 à Albi |  |  | Le 7 mai 1964 à Perpignan | Le 7 mai 1964 à Perpignan | Le 7 mai 1964 à Perpignan | Le 7 mai 1964 à Perpignan |
|  | XIII Limouxin                          | XIII Limouxin             | 2                            | 2                        |                    |                    | Le 12 avril 1964 à Albi | Le 12 avril 1964 à Albi | Le 12 avril 1964 à Albi | Le 12 avril 1964 à Albi |  |  | Le 26 avril 1964 à Albi | Le 26 avril 1964 à Albi | Le 26 avril 1964 à Albi | Le 26 avril 1964 à Albi |  |  | Le 7 mai 1964 à Perpignan | Le 7 mai 1964 à Perpignan | Le 7 mai 1964 à Perpignan | Le 7 mai 1964 à Perpignan |
|  | XIII Limouxin                          | XIII Limouxin             | 2                            | 2                        | Villeneuve-sur-Lot | Villeneuve-sur-Lot | 16                      | 16                      |                         |                         |  |  | Le 26 avril 1964 à Albi | Le 26 avril 1964 à Albi | Le 26 avril 1964 à Albi | Le 26 avril 1964 à Albi |  |  | Le 7 mai 1964 à Perpignan | Le 7 mai 1964 à Perpignan | Le 7 mai 1964 à Perpignan | Le 7 mai 1964 à Perpignan |
|  | Le 9 février 1964 à Roanne             |                           |                              |                          | Villeneuve-sur-Lot | Villeneuve-sur-Lot | 16                      | 16                      |                         |                         |  |  | Le 26 avril 1964 à Albi | Le 26 avril 1964 à Albi | Le 26 avril 1964 à Albi | Le 26 avril 1964 à Albi |  |  | Le 7 mai 1964 à Perpignan | Le 7 mai 1964 à Perpignan | Le 7 mai 1964 à Perpignan | Le 7 mai 1964 à Perpignan |
|  |                                        |                           | Lézignan                     | Lézignan                 | 0                  | 0                  |                         |                         |                         |                         |  |  | Le 26 avril 1964 à Albi | Le 26 avril 1964 à Albi | Le 26 avril 1964 à Albi | Le 26 avril 1964 à Albi |  |  | Le 7 mai 1964 à Perpignan | Le 7 mai 1964 à Perpignan | Le 7 mai 1964 à Perpignan | Le 7 mai 1964 à Perpignan |
|  | FC Lézignan                            | FC Lézignan               | Lézignan                     | Lézignan                 | 0                  | 0                  | 34                      | 34                      |                         |                         |  |  | Le 26 avril 1964 à Albi | Le 26 avril 1964 à Albi | Le 26 avril 1964 à Albi | Le 26 avril 1964 à Albi |  |  | Le 7 mai 1964 à Perpignan | Le 7 mai 1964 à Perpignan | Le 7 mai 1964 à Perpignan | Le 7 mai 1964 à Perpignan |
|  | FC Lézignan                            | FC Lézignan               | Le 12 avril 1964 à Perpignan |                          |                    |                    | 34                      | 34                      |                         |                         |  |  | Le 26 avril 1964 à Albi | Le 26 avril 1964 à Albi | Le 26 avril 1964 à Albi | Le 26 avril 1964 à Albi |  |  | Le 7 mai 1964 à Perpignan | Le 7 mai 1964 à Perpignan | Le 7 mai 1964 à Perpignan | Le 7 mai 1964 à Perpignan |
|  | Celtic de Paris                        | Celtic de Paris           | 8                            | 8                        |                    |                    |                         |                         |                         |                         |  |  | Le 26 avril 1964 à Albi | Le 26 avril 1964 à Albi | Le 26 avril 1964 à Albi | Le 26 avril 1964 à Albi |  |  | Le 7 mai 1964 à Perpignan | Le 7 mai 1964 à Perpignan | Le 7 mai 1964 à Perpignan | Le 7 mai 1964 à Perpignan |
|  | Celtic de Paris                        | Celtic de Paris           | 8                            | 8                        | Villeneuve-sur-Lot | Villeneuve-sur-Lot | 15                      | 15                      |                         |                         |  |  |                         |                         |                         |                         |  |  | Le 7 mai 1964 à Perpignan | Le 7 mai 1964 à Perpignan | Le 7 mai 1964 à Perpignan | Le 7 mai 1964 à Perpignan |
|  | Le 9 février 1964 à Lézignan           |                           |                              |                          | Villeneuve-sur-Lot | Villeneuve-sur-Lot | 15                      | 15                      |                         |                         |  |  |                         |                         |                         |                         |  |  | Le 7 mai 1964 à Perpignan | Le 7 mai 1964 à Perpignan | Le 7 mai 1964 à Perpignan | Le 7 mai 1964 à Perpignan |
|  |                                        |                           | Carcassonne                  | Carcassonne              | 5                  | 5                  |                         |                         |                         |                         |  |  |                         |                         |                         |                         |  |  | Le 7 mai 1964 à Perpignan | Le 7 mai 1964 à Perpignan | Le 7 mai 1964 à Perpignan | Le 7 mai 1964 à Perpignan |
|  | AS Carcassonne                         | AS Carcassonne            | Carcassonne                  | Carcassonne              | 5                  | 5                  | 31                      | 31                      |                         |                         |  |  |                         |                         |                         |                         |  |  | Le 7 mai 1964 à Perpignan | Le 7 mai 1964 à Perpignan | Le 7 mai 1964 à Perpignan | Le 7 mai 1964 à Perpignan |
|  | AS Carcassonne                         | AS Carcassonne            | Le 26 avril 1964 à Limoux    |                          |                    |                    | 31                      | 31                      |                         |                         |  |  |                         |                         |                         |                         |  |  | Le 7 mai 1964 à Perpignan | Le 7 mai 1964 à Perpignan | Le 7 mai 1964 à Perpignan | Le 7 mai 1964 à Perpignan |
|  | SO Avignon                             | SO Avignon                | 10                           | 10                       |                    |                    |                         |                         |                         |                         |  |  |                         |                         |                         |                         |  |  | Le 7 mai 1964 à Perpignan | Le 7 mai 1964 à Perpignan | Le 7 mai 1964 à Perpignan | Le 7 mai 1964 à Perpignan |
|  | SO Avignon                             | SO Avignon                | 10                           | 10                       | Carcassonne        | Carcassonne        | 13                      | 13                      |                         |                         |  |  |                         |                         |                         |                         |  |  | Le 7 mai 1964 à Perpignan | Le 7 mai 1964 à Perpignan | Le 7 mai 1964 à Perpignan | Le 7 mai 1964 à Perpignan |
|  | Le 9 février 1964 à Avignon            |                           |                              |                          | Carcassonne        | Carcassonne        | 13                      | 13                      |                         |                         |  |  |                         |                         |                         |                         |  |  | Le 7 mai 1964 à Perpignan | Le 7 mai 1964 à Perpignan | Le 7 mai 1964 à Perpignan | Le 7 mai 1964 à Perpignan |
|  |                                        |                           | Saint-Gaudens                | Saint-Gaudens            | 5                  | 5                  |                         |                         |                         |                         |  |  |                         |                         |                         |                         |  |  | Le 7 mai 1964 à Perpignan | Le 7 mai 1964 à Perpignan | Le 7 mai 1964 à Perpignan | Le 7 mai 1964 à Perpignan |
|  | RC Saint-Gaudens                       | RC Saint-Gaudens          | Saint-Gaudens                | Saint-Gaudens            | 5                  | 5                  | 5                       | 5                       |                         |                         |  |  |                         |                         |                         |                         |  |  | Le 7 mai 1964 à Perpignan | Le 7 mai 1964 à Perpignan | Le 7 mai 1964 à Perpignan | Le 7 mai 1964 à Perpignan |
|  | RC Saint-Gaudens                       | RC Saint-Gaudens          | Le 12 avril 1964 à Albi      |                          |                    |                    | 5                       | 5                       |                         |                         |  |  |                         |                         |                         |                         |  |  | Le 7 mai 1964 à Perpignan | Le 7 mai 1964 à Perpignan | Le 7 mai 1964 à Perpignan | Le 7 mai 1964 à Perpignan |
|  | RC Roanne                              | RC Roanne                 | 2                            | 2                        |                    |                    |                         |                         |                         |                         |  |  |                         |                         |                         |                         |  |  | Le 7 mai 1964 à Perpignan | Le 7 mai 1964 à Perpignan | Le 7 mai 1964 à Perpignan | Le 7 mai 1964 à Perpignan |
|  | RC Roanne                              | RC Roanne                 | 2                            | 2                        | Villeneuve-sur-Lot | Villeneuve-sur-Lot | 10                      | 10                      |                         |                         |  |  |                         |                         |                         |                         |  |  |                           |                           |                           |                           |
|  | Le 9 février 1964 à Villeneuve-sur-Lot |                           |                              |                          | Villeneuve-sur-Lot | Villeneuve-sur-Lot | 10                      | 10                      |                         |                         |  |  |                         |                         |                         |                         |  |  |                           |                           |                           |                           |
|  |                                        |                           | Toulouse                     | Toulouse                 | 2                  | 2                  |                         |                         |                         |                         |  |  |                         |                         |                         |                         |  |  |                           |                           |                           |                           |
|  | Toulouse olympique XIII                | Toulouse olympique XIII   | Toulouse                     | Toulouse                 | 2                  | 2                  | 12                      | 12                      |                         |                         |  |  |                         |                         |                         |                         |  |  |                           |                           |                           |                           |
|  | Toulouse olympique XIII                | Toulouse olympique XIII   |                              |                          |                    |                    |                         | 12                      |                         |                         |  |  |                         |                         |                         |                         |  |  |                           |                           |                           |                           |
|  | RC Albi                                | RC Albi                   | 6                            | 6                        |                    |                    |                         |                         |                         |                         |  |  |                         |                         |                         |                         |  |  |                           |                           |                           |                           |
|  | RC Albi                                | RC Albi                   | 6                            | 6                        | Toulouse           | Toulouse           | 9                       | 9                       |                         |                         |  |  |                         |                         |                         |                         |  |  |                           |                           |                           |                           |
|  | Le 9 février 1964 à Limoux             |                           |                              |                          | Toulouse           | Toulouse           | 9                       | 9                       |                         |                         |  |  |                         |                         |                         |                         |  |  |                           |                           |                           |                           |
|  |                                        |                           | Villefranche                 | Villefranche             | 2                  | 2                  |                         |                         |                         |                         |  |  |                         |                         |                         |                         |  |  |                           |                           |                           |                           |
|  | Villefranche XIII Aveyron              | Villefranche XIII Aveyron | Villefranche                 | Villefranche             | 2                  | 2                  | 11                      | 11                      |                         |                         |  |  |                         |                         |                         |                         |  |  |                           |                           |                           |                           |
|  | Villefranche XIII Aveyron              | Villefranche XIII Aveyron | Le 12 avril 1964 à Limoux    |                          |                    |                    | 11                      | 11                      |                         |                         |  |  |                         |                         |                         |                         |  |  |                           |                           |                           |                           |
|  | RC Marseille                           | RC Marseille              | 4                            | 4                        |                    |                    |                         |                         |                         |                         |  |  |                         |                         |                         |                         |  |  |                           |                           |                           |                           |
|  | RC Marseille                           | RC Marseille              | 4                            | 4                        | Toulouse           | Toulouse           | 17                      | 17                      |                         |                         |  |  |                         |                         |                         |                         |  |  |                           |                           |                           |                           |
|  | Le 11 février 1964 à Toulouse          |                           |                              |                          | Toulouse           | Toulouse           | 17                      | 17                      |                         |                         |  |  |                         |                         |                         |                         |  |  |                           |                           |                           |                           |
|  |                                        |                           | XIII Catalan                 | XIII Catalan             | 5                  | 5                  |                         |                         |                         |                         |  |  |                         |                         |                         |                         |  |  |                           |                           |                           |                           |
|  | XIII Catalan                           | XIII Catalan              | XIII Catalan                 | XIII Catalan             | 5                  | 5                  | -                       | -                       |                         |                         |  |  |                         |                         |                         |                         |  |  |                           |                           |                           |                           |
|  | XIII Catalan                           | XIII Catalan              |                              |                          |                    |                    |                         | -                       |                         |                         |  |  |                         |                         |                         |                         |  |  |                           |                           |                           |                           |
|  | Bordeaux-Facture                       | Bordeaux-Facture          | -                            | -                        |                    |                    |                         |                         |                         |                         |  |  |                         |                         |                         |                         |  |  |                           |                           |                           |                           |
|  | Bordeaux-Facture                       | Bordeaux-Facture          | -                            | -                        | XIII Catalan       | XIII Catalan       | 19                      | 19                      |                         |                         |  |  |                         |                         |                         |                         |  |  |                           |                           |                           |                           |
|  | Le 9 février 1964 à Nîmes              |                           |                              |                          | XIII Catalan       | XIII Catalan       | 19                      | 19                      |                         |                         |  |  |                         |                         |                         |                         |  |  |                           |                           |                           |                           |
|  |                                        |                           | Montpellier                  | Montpellier              | 2                  | 2                  |                         |                         |                         |                         |  |  |                         |                         |                         |                         |  |  |                           |                           |                           |                           |
|  | Montpellier XIII                       | Montpellier XIII          | Montpellier                  | Montpellier              | 2                  | 2                  | 10 (a.p.)               | 10 (a.p.)               |                         |                         |  |  |                         |                         |                         |                         |  |  |                           |                           |                           |                           |
|  | Montpellier XIII                       | Montpellier XIII          |                              |                          |                    |                    |                         | 10 (a.p.)               |                         |                         |  |  |                         |                         |                         |                         |  |  |                           |                           |                           |                           |
|  | SU Cavaillon                           | SU Cavaillon              | 7                            | 7                        |                    |                    |                         |                         |                         |                         |  |  |                         |                         |                         |                         |  |  |                           |                           |                           |                           |
|  | SU Cavaillon                           | SU Cavaillon              | 7                            | 7                        |                    |                    |                         |                         |                         |                         |  |  |                         |                         |                         |                         |  |  |                           |                           |                           |                           |
|  |                                        |                           |                              |                          |                    |                    |                         |                         |                         |                         |  |  |                         |                         |                         |                         |  |  |                           |                           |                           |                           |

### Finale[2]
(mt : 5 - 2)
Homme du match :
Points marqués :
- Villeneuve: 2 essais de Ballouhey (12e) et J. Gruppi (56e) ; 1 transformation de Bertrand (12e) ; 1 pénalité de Bertrand (?).
- Toulouse: 1 pénalité de Lacaze (17e).

Évolution du score : 5-0, 5-2 (mi-temps), 7-2, 10-2.
Arbitre : M. Jameau
Spectateurs : 5 200
Recette : 44 838 francs
Composition des équipes :
- Villeneuve: Christian Clar - Jacques Dubon, Jacques Gruppi, Bertrand Ballouhey, Bienvenu - Étienne Courtine (o), Francis Bertrand (m) - Jean Planté, Léopold Pujol, Jean-Pierre Clar, Jean Panno, Sort, Christian Sabatié - Entraîneur : Jep Lacoste.
- Toulouse: Pierre Lacaze - Jean Etcheberry, Yves Bertrand, Marquet, Gendre - Aimé Ourliac (o), Joseph Guiraud (m) - Canel, Hugues Viès, Georges Aillères, Gérard Lô, Jean Kaczmarek, Pierre Parpagiola - Entraîneur :  Vincent Cantoni.